# Bökkers
Bökkers is een rockband uit Overijsselse Salland onder leiding van Hendrik Jan Bökkers.

## Geschiedenis
De formatie begon in 2010 als coverband van de Achterhoekse groep Normaal onder de naam Bökkers Dut Normaal. De band heeft een eigen repertoire ontwikkeld met nummers in het Sallands, een variant van het Nedersaksisch.

## Bandleden
Huidige bezetting
- Hendrik Jan Bökkers - zang, gitaar (2010-heden)
- Jim Zwinselman - gitaar (2021-heden)
- Bart Petter - bas (2021-heden)
- Stef Hoekjen - drums (2021-heden)
- Jeroen Sweers - toetsen (2021-heden)

Oud-leden
- Bastiaan Bökkers - bas (2009-2013)
- Pieter Holkenborg - drums (2009-2010)
- Arjan Mulder - drums (2010-2013)
- Erik Neimeijer - zang, gitaar (2009-2021)
- Arjan Pronk - bas (2013-2021)
- Jeroen Hobert - drums (2013-2021)

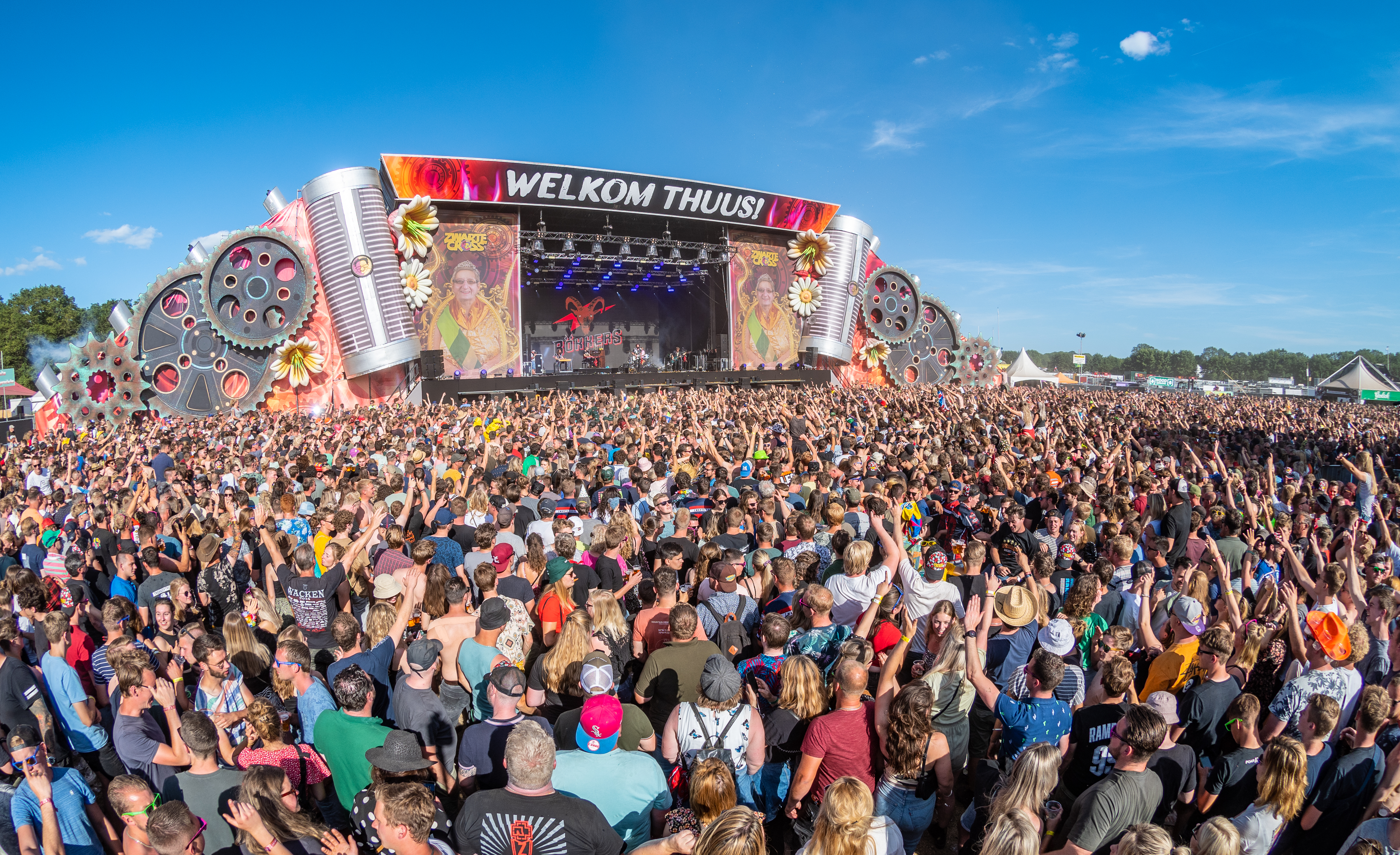
Bökkers - Zwarte Cross 2022
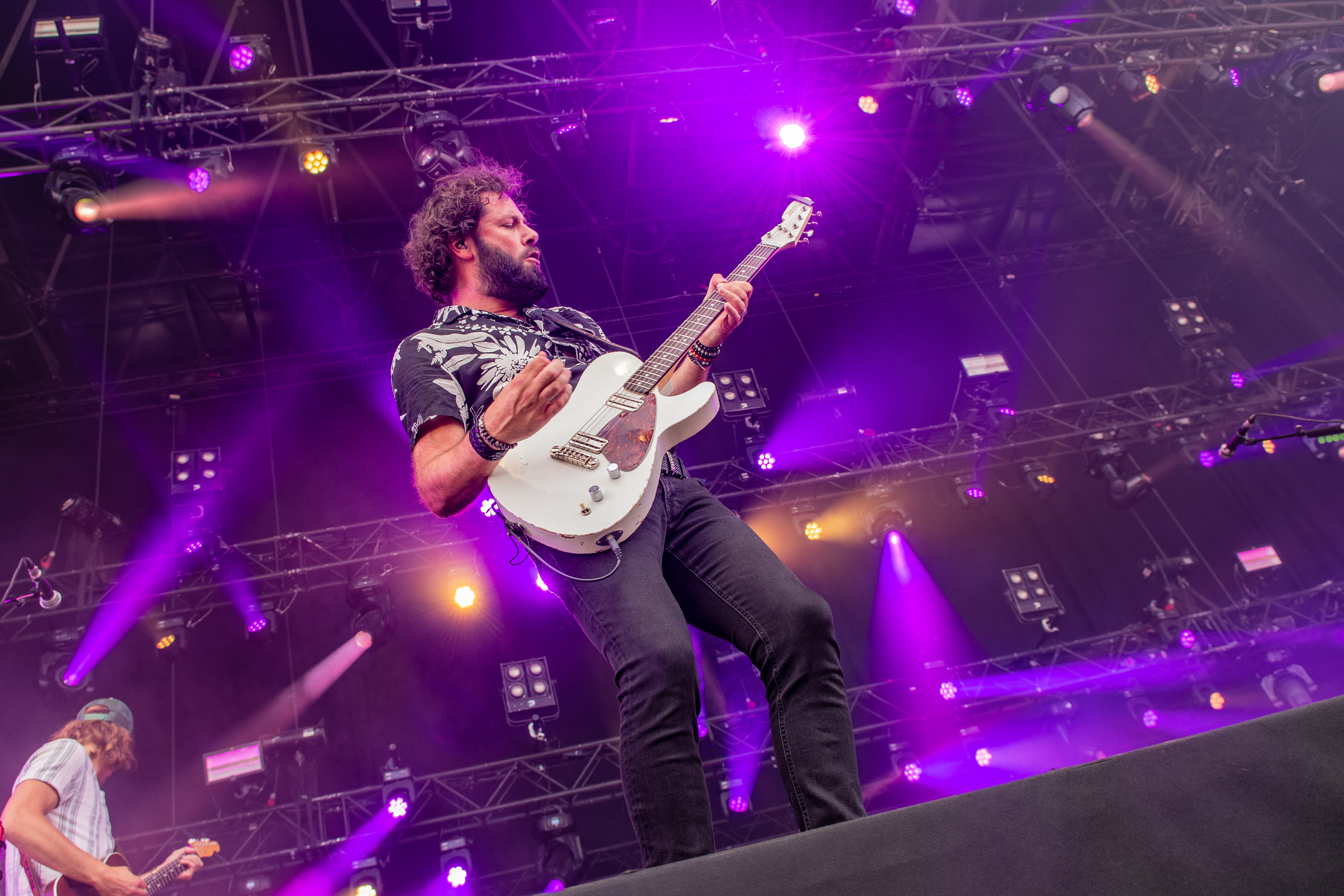
Hendrik-Jan Bökkers - Stöppelhaene 2022
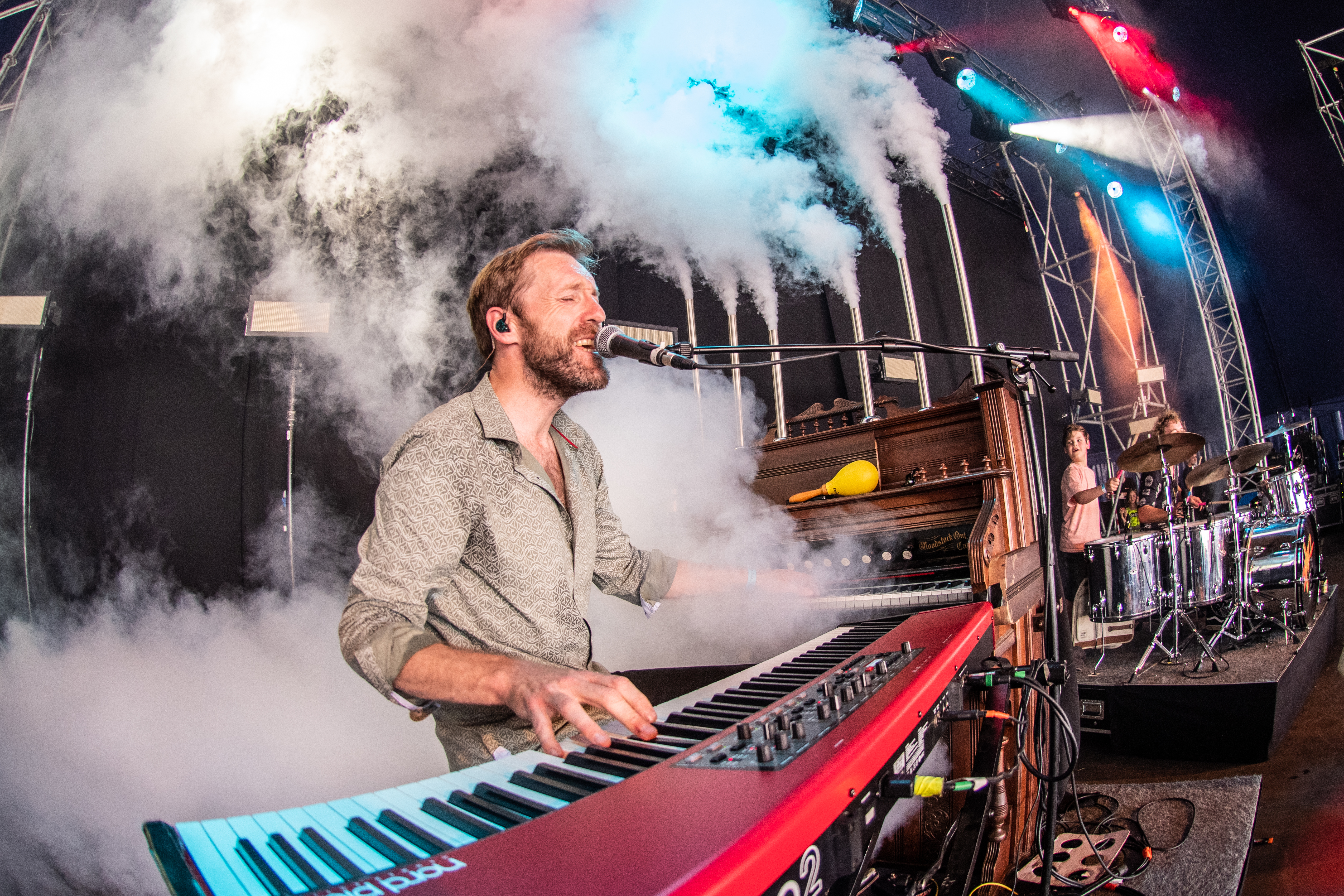
Jeroen Sweers - Hello Festival 2022
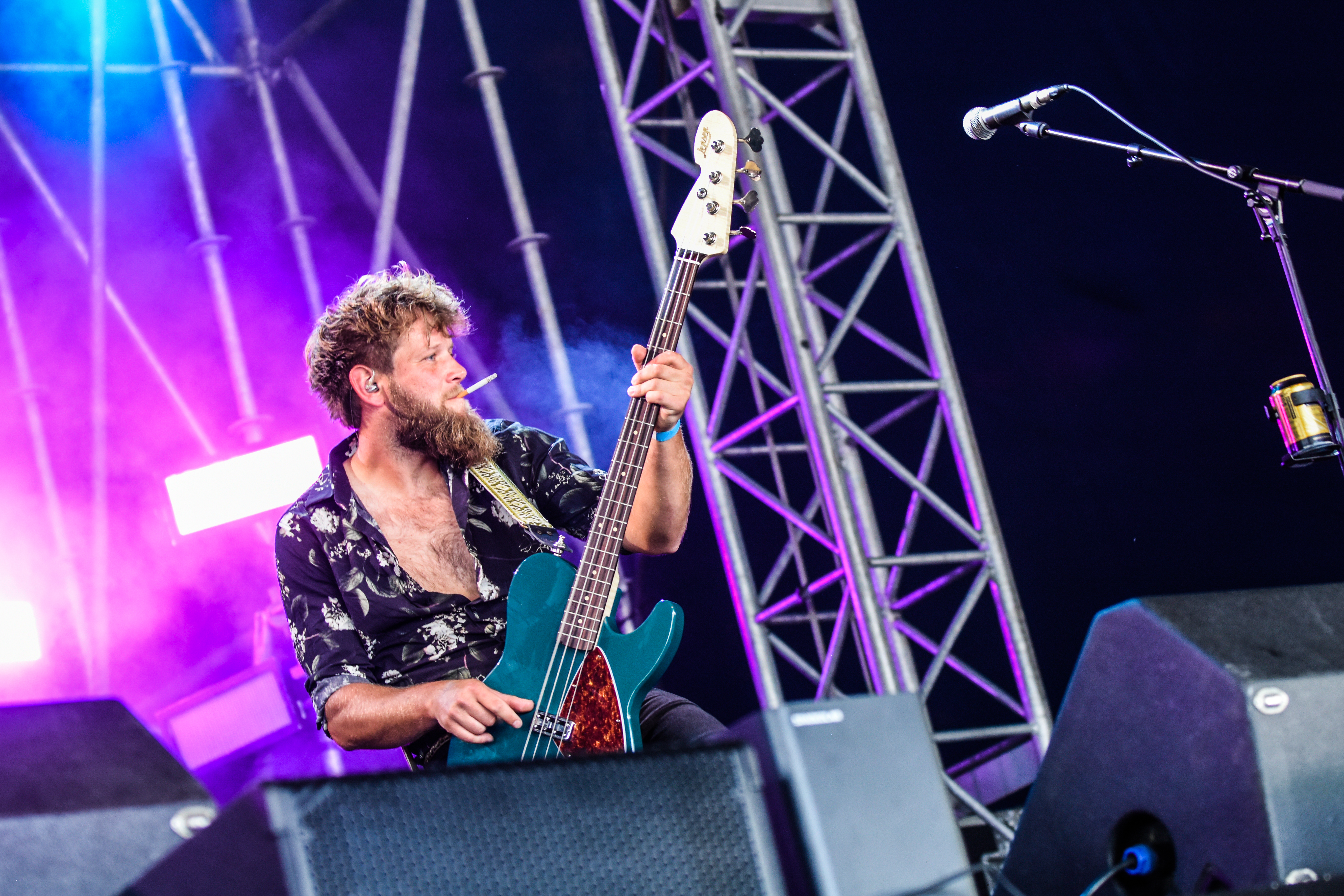
Bart Petter - Hello Festival 2022
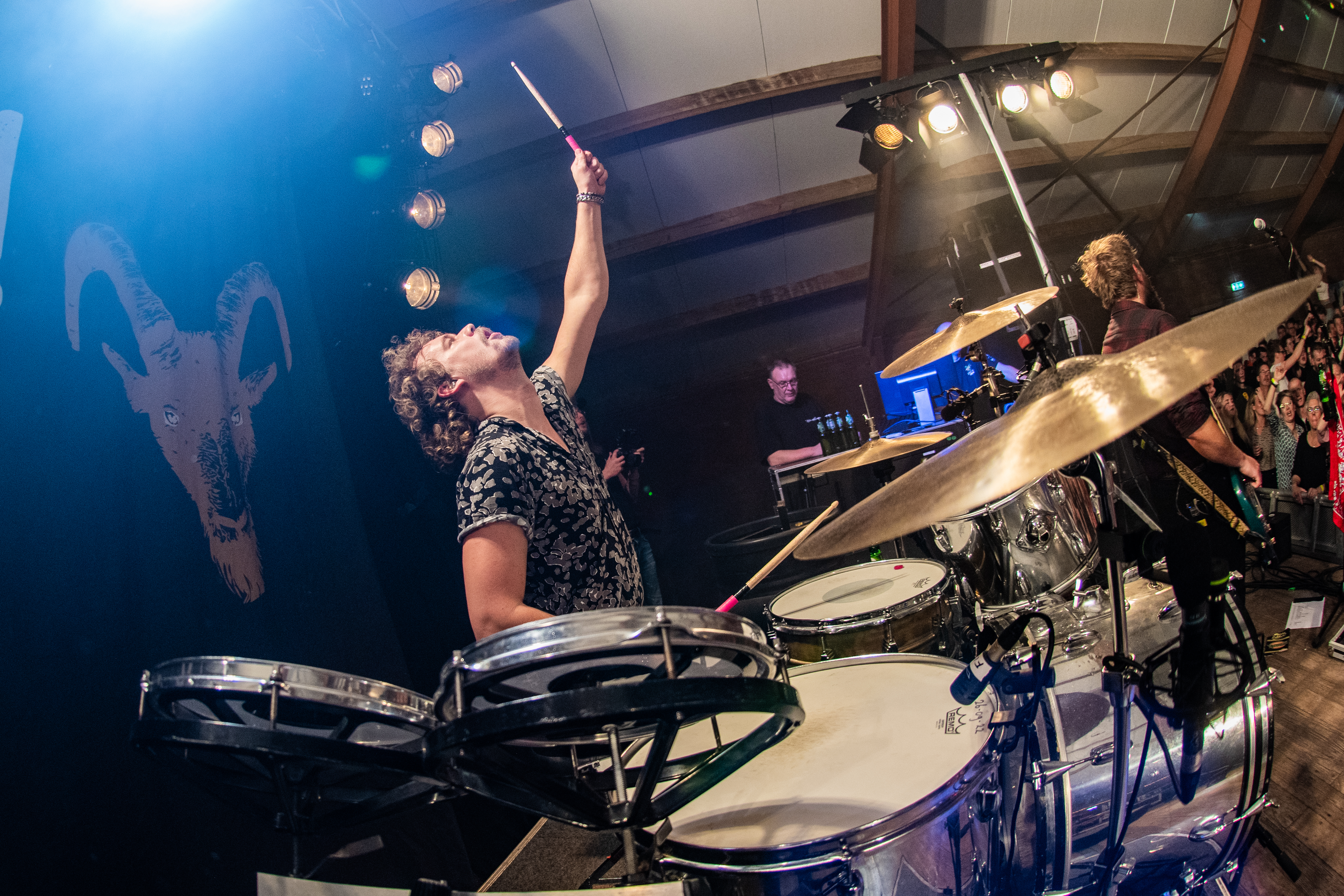
Stef Hoekjen - Onwies Høken Pesse 2022
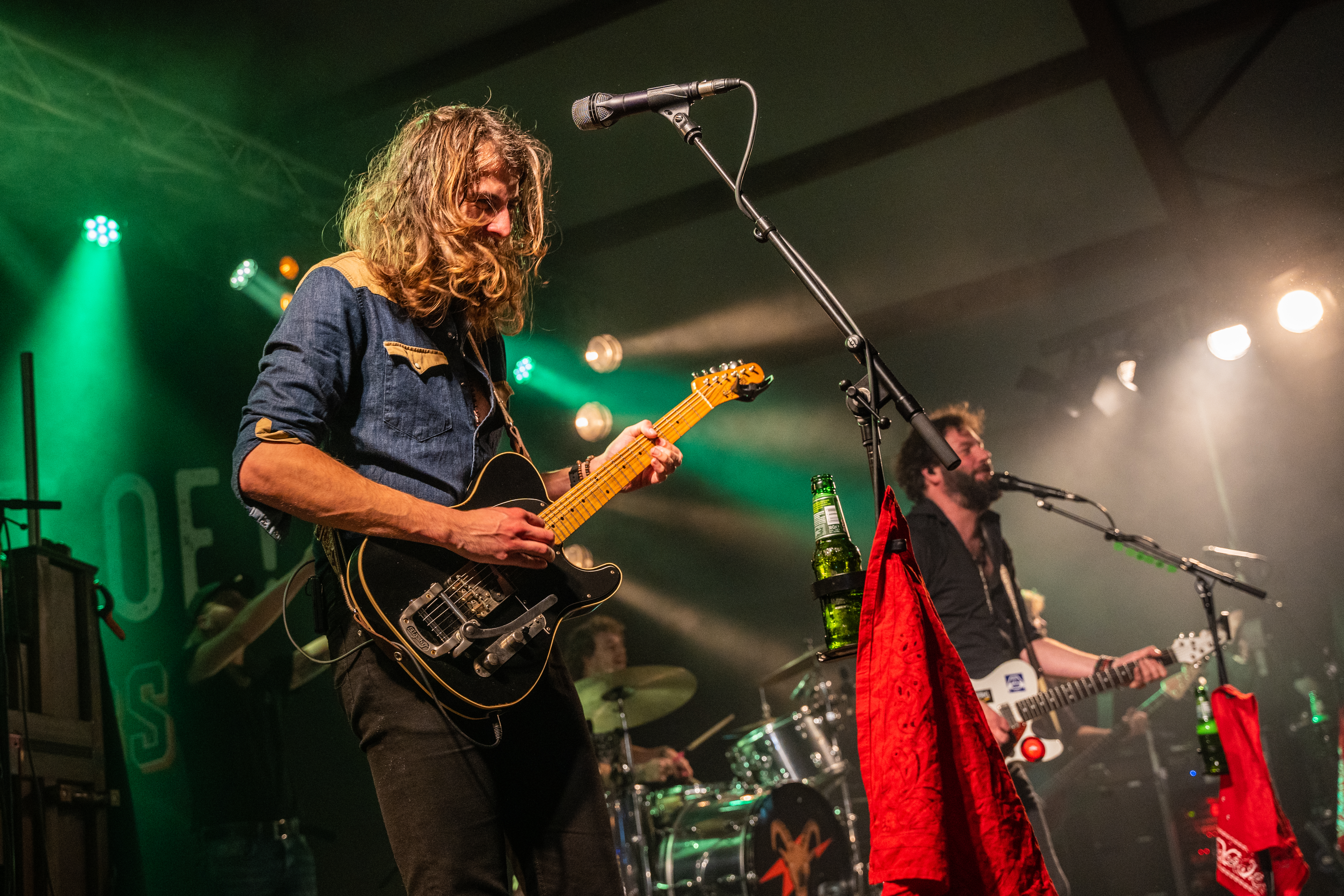
Jim Zwinselman - Onwies Høken Pesse 2022

## Discografie

### Studioalbums
- Bökkers (2011)
- Morattamottamotta (2013)
- Humme (2014)
- Blixer Elixer (2015)
- Schorem uut de schiettente (2017)
- Leaven in de brouweri-je (2019)

### Livealbum
- Live & Knetterhard (2016)
- Live En Onbesoesd - Coloured Vinyl - 2LP (2023)

Daarnaast zijn verschillende singles verschenen.

### NPO Radio 2 Top 2000
| Nummers met noteringen in de NPO Radio 2 Top 2000 | '17  | '18  | '19 | '20  | '21  | '22  | '23  | '24  |
| ------------------------------------------------- | ---- | ---- | --- | ---- | ---- | ---- | ---- | ---- |
| Iederene hef een reden                            | 1674 | 1303 | 680 | 1312 | 903  | 981  | 964  | 1045 |
| Kold bloed                                        | ×    | ×    | -   | -    | 1448 | 1536 | 1749 | 1874 |

1. ↑  Een '-' betekent dat het nummer niet was genoteerd, een '×' betekent dat het nummer nog niet was uitgebracht en een vetgedrukt getal geeft de hoogste notering van een nummer aan.
2. ↑  2017 was het eerste jaar met een notering voor Bökkers.